# Héroes y hermanos
50/50 Heroes (Héroes a medias en España, Héroes y hermanos en Hispanoamérica y Héros à Moitié en francés) es una serie de televisión animada francesa, creada por Chloé Sastre y Romain Gadiou, y dirigida por Cédric Frémeaux. Producida por Cyber Group Studios, se compone de 52 episodios de 11 minutos, emitidos en France 4 y en Okoo el 24 de octubre de 2022.

## Sinopsis
Mo y Sam son dos medio hermanos que heredan un cetro mágico de su abuela Wanda el cual les otorga cualquier superpoder, pero cuando se separan, los poderes sólo funcionan a medias. Los hermanos resuelven problemas y viven grandes aventuras con sus poderes aprendiendo varias lecciones.

## Episodios

### Temporada 1 (2022)
| No. serie | No. temp. | Título                                                             | Estreno Original      | Estreno en Latinoamérica                                                           | Cod. Prod. |
| --------- | --------- | ------------------------------------------------------------------ | --------------------- | ---------------------------------------------------------------------------------- | ---------- |
| 1         | 1         | «Hermano e hijo» «Entrez dans la danse»                            | 24 de octubre de 2022 | 3 de abril de 2023                                                                 | 101        |
| 2         | 2         | «El futuro borroso» «TBA»                                          | TBA                   | 4 de abril de 2023                                                                 | 102        |
| 3         | 3         | «El sueño de Hammy» «TBA»                                          | TBA                   | 5 de abril de 2023                                                                 | 103        |
| 4         | 4         | «Los granitos de Mo» «TBA»                                         | TBA                   | 6 de abril de 2023                                                                 | 104        |
| 5         | 5         | «El cristal misterioso» «TBA»                                      | TBA                   | 7 de abril de 2023                                                                 | 105        |
| 40        | 40        | «Batalla por el trono» «Qui a volé la tapette à mouche?»           | TBA                   | 11 de diciembre de 2023                                                            | 140        |
| 41        | 41        | «Todo el conocimiento» «Mon ami Internet»                          | TBA                   | 12 de diciembre de 2023                                                            | 141        |
| 42        | 42        | «Poder pepinillo» «Goold old Mo»                                   | TBA                   | 13 de diciembre de 2023                                                            | 142        |
| 43        | 43        | «Un problema pegajoso» «Un jour de colle»                          | TBA                   | 14 de diciembre de 2023                                                            | 143        |
| 44        | 44        | «Mo todopoderoso» «Mo Tout-Puissant»                               | TBA                   | 15 de diciembre de 2023                                                            | 144        |
| 45        | 45        | «Estirando la verdad» «Coup de mou»                                | TBA                   | 18 de diciembre de 2023                                                            | 145        |
| 46        | 46        | «El abejorro» «Bad bzzz»                                           | TBA                   | 19 de diciembre de 2023                                                            | 146        |
| 47        | 47        | «El poder de envejecer» «Sam dans la toile»                        | TBA                   | 20 de diciembre de 2023                                                            | 147        |
| 48        | 48        | «El misterio del matamoscas» «Qui a volé la tapette à mouche»      | TBA                   | 21 de diciembre de 2023                                                            | 148        |
| 49        | 49        | «Clima fuera de control» «Y a plus de saison»                      | TBA                   | 22 de diciembre de 2023                                                            | 149        |
| 50        | 50        | «A la suerte» «Une chance sur deux»                                | TBA                   | 25 de diciembre de 2023 (Señal Sur y México)1 de enero de 2024 (Señal Panregional) | 150        |
| 51        | 51        | «Sam y Mo, los superhéroes» «Tapettor le Magnifique 1/2»           | TBA                   | 26 de diciembre de 2023 (Señal Sur y México)2 de enero de 2024 (Señal Panregional) | 151        |
| 52        | 52        | «Sam y Mo, los superhéroes - Parte 2» «Tapettor le Magnifique 2/2» | TBA                   | 27 de diciembre de 2023 (Señal Sur y México)3 de enero de 2024 (Señal Panregional) | 152        |

## Distribución
En Francia, la serie se emite en France 4 y en Okoo el 24 de octubre de 2023, en Inglaterra por CITV, en Italia por K2, en el País Vasco por EITB así como por Disney Channel, Discovery Kids, Cartoon Network.

## Premios
En el MIP Junior 2020, Héroes y hermanos (Héros à moitié) se sitúa entre los 10 proyectos más vistos en MIP Junior (El mercado internacional de proyecciones y coproducciones infantiles) en Cannes.